# Aaron Bank
Aaron Bank (ur. 23 listopada 1902, zm. 1 kwietnia 2004) – amerykański żołnierz, pułkownik, współtwórca Sił Specjalnych Armii USA (Zielone Berety).

## Życiorys
Przed II wojną światową nie związany z wojskiem, wstąpił do armii w 1939. Po przystąpieniu USA do działań wojennych został przydzielony (w stopniu oficerskim) do służb specjalnych i wywiadu. Był kapitanem w Biurze Służb Strategicznych (Office of Strategic Services, OSS), które stało się w okresie zimnej wojny kuźnią kadr CIA.
Bank pracował w pionie operacji sabotażowych i wspierających partyzantki w OSS. Od lipca do września 1944 brał udział w operacji Jedburgh na terenie Francji, nawiązując kontakt z partyzantami gaullistowskimi. W 1944–1945 kierował operacją „Żelazny Krzyż”, która miała na celu ujęcie lub zabicie Hitlera; ostatecznie misja ta nie doszła do skutku. Pod koniec wojny Bank odbywał także misję w Chinach i Laosie.
Pozostał po wojnie w armii; skutecznie bronił konieczności utrzymania w armii USA jednostek sił sabotażowo-specjalnych i został mianowany dowódcą 10. Grupy Sił Specjalnych (1952; jednostka nosiła mylącą nazwę, będąc faktycznie pierwszą). Stworzył podstawy teoretyczne i praktyczne funkcjonowania tego typu jednostek w armii amerykańskiej. Dobrał odpowiednio wyszkolone kadry i podzielił Grupę w zespoły; w każdym zespole było po dwóch ekspertów poszczególnych elementów działalności, takich jak walka wręcz, taktyka działania w ukryciu, użycie materiałów wybuchowych, użycie amfibii, wspinaczka i walka w górach oraz przemieszczanie się na nartach.
Pułkownik Bank przeszedł w stan spoczynku w 1958. Opublikował wspomnienia, From OSS to Green Berets: the Birth of Special Forces. Zasługi Banka w tworzeniu Sił Specjalnych Armii USA przypomniał prezydent George W. Bush po obaleniu Talibów w Afganistanie w 2002.